# Liste der Abgeordneten zum Vorarlberger Landtag (XIII. Gesetzgebungsperiode)

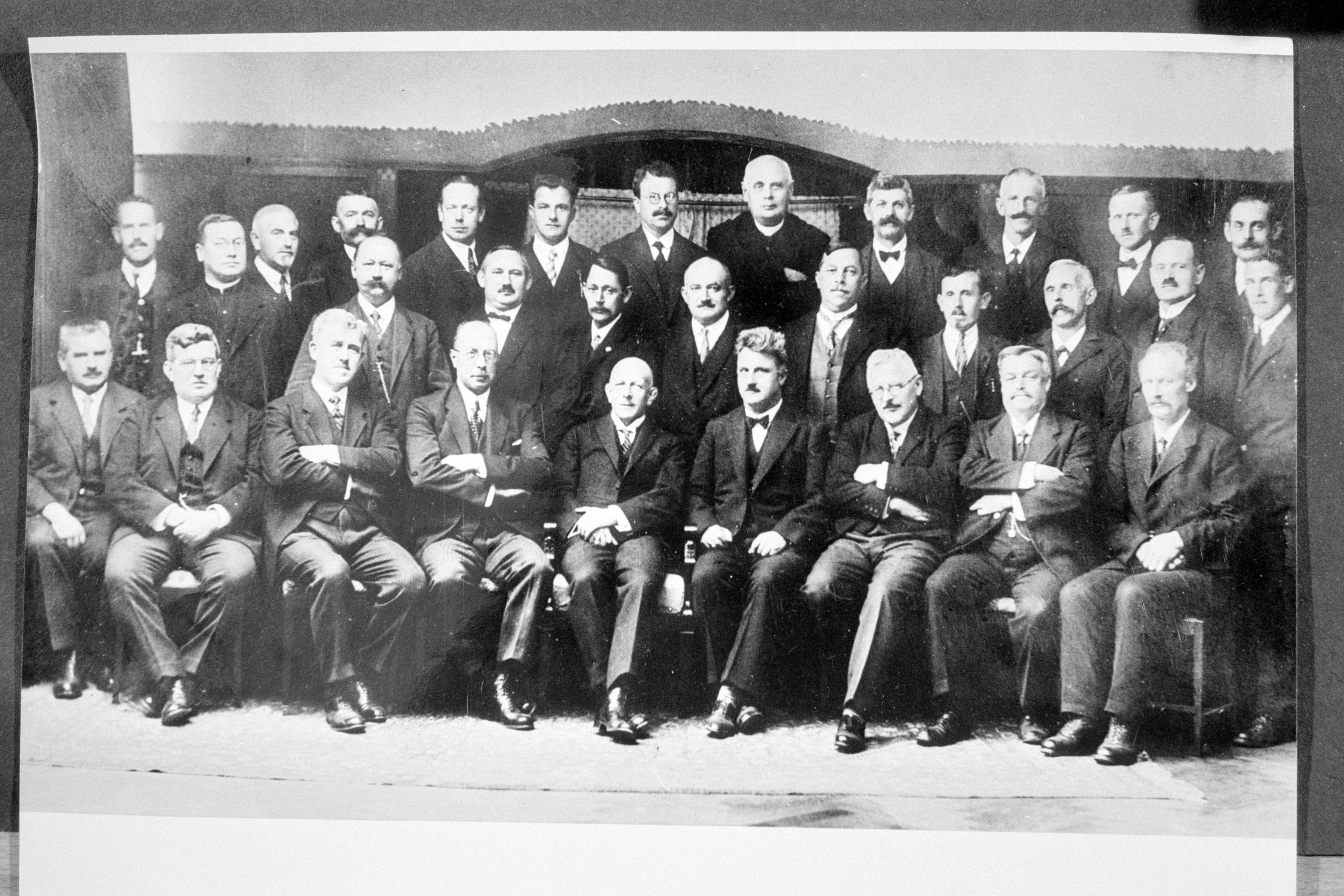
Gruppenfoto des XIII. Vorarlberger Landtags

Diese Liste der Abgeordneten zum Vorarlberger Landtag (XIII. Gesetzgebungsperiode) listet alle Abgeordneten des Vorarlberger Landtags während der XIII. Gesetzgebungsperiode auf. Der Landtag amtierte in der XIII. Gesetzgebungsperiode vom 2. April 1928 bis zur Angelobung der Abgeordneten der XIV. Gesetzgebungsperiode am 22. November 1932.
Von den 30 Abgeordneten stellte die Christlichsoziale Partei (CSP) nach der Landtagswahl 1928 21 Abgeordnete. 6 entfielen auf die Sozialdemokratische Arbeiterpartei (SDAP), 2 auf den Landbund (LB). Ein Abgeordneter wurde von der Großdeutschen Volkspartei (GDVP) gestellt.

## Funktionen

### Landtagsvorsitzende
Bei der Wahl zum Vorarlberger Landespräsidenten wurde erneut Landeshauptmann Otto Ender zum Landtagspräsidenten gewählt. Bei der Wahl am 2. April 1928 erhielt er 26 von 30 abgegebenen Stimmen. Drei Stimmzettel waren leer geblieben, einer war auf Ferdinand Redler entfallen. Bei der Wahl zum ersten Vizepräsidenten erhielt Redler 28 von 30 Stimmen, Fritz Preiß 29 Stimmen. Bei der Wahl, die in einem Wahlgang durchgeführt wurde, waren zudem zwei leere Stimmen abgegeben und eine Stimme auf Johann Josef Mittelberger entfallen.
Nach seiner Wahl zum Bundeskanzler am 4. Dezember 1930 trat Otto Ender von seinem Amt als Landeshauptmann und Landtagspräsident zurück und ließ sich als Abgeordneter beurlauben. Zu seinem Nachfolger als Landtagspräsident wurde am 9. Dezember 1930 Ferdinand Redler mit 25 von 29 abgegebenen Stimmen gewählt, wobei zudem 3 leere Stimmzettel abgegeben wurden und eine Stimme auf Johann Josef Mittelberger entfiel. Zudem wurde Redler zum Landeshauptmann gewählt. Das Amt des ersten Vizepräsidenten übernahm in der Folge Josef Rüf, der bei seiner Wahl 26 von 29 abgegebenen Stimmen auf sich vereinigen konnte. Zwei Stimmzettel waren leer geblieben.
Nach der Rückkehr Enders aus der Bundesregierung legte Redler das Amt des Landtagspräsidenten wieder nieder. Ender wurde in der Folge am 14. Juli 1931 wieder zum Landtagspräsidenten gewählt. Er erhielt bei seiner Wahl 26 von 28 abgegebenen Stimmen, eine Stimme war auf Redler entfallen, ein Stimmzettel leer abgegeben worden. Auch Rüf hatte sein Amt als erster Vizepräsident niedergelegt. Für ihn wurde am selben Tag mit 25 von 28 abgegebenen Stimmen wieder Ferdinand Redler zum ersten Vizepräsidenten gewählt. 1 Stimme entfiel dabei auf Schreiber entfallen, zwei waren leer geblieben.

### Landtagsabgeordnete
| Name                      | Fraktion | Anmerkungen                                                   |
| ------------------------- | -------- | ------------------------------------------------------------- |
| Allgäuer Stephan          | CSP      |                                                               |
| Bechter Gottlieb          | CSP      | am 10. Juni 1930 für Barnabas Fink angelobt                   |
| Bertsch Jakob             | SDAP     |                                                               |
| Bischofberger Alois       | CSP      |                                                               |
| Bösch Karl                | GDVP     | am 20. Juni 1932 für Anton Zumtobel angelobt                  |
| Dür Lorenz                | CSP      |                                                               |
| Ender Otto                | CSP      | beurlaubt                                                     |
| Fink Barnabas             | CSP      | Mandatsverzicht in der Sitzung am 10. Juni 1930 verkündet     |
| Hämmerle Adolf            | CSP      | Mandatsverzicht in der Sitzung am 3. Dezember 1931 verkündet  |
| Hämmerle Josef            | CSP      | am 22. Dezember 1931 für Adolf Hämmerle angelobt              |
| Hermann Hermann           | SDAP     | Mandatsverzicht in der Sitzung am 23. Dezember 1930 verkündet |
| Hosp Adolf                | CSP      |                                                               |
| Jenny Mathias             | CSP      | Mandatsverzicht mit Schreiben vom 4. Dezember 1930            |
| Kennerknecht Josef        | CSP      |                                                               |
| Lampert Johann Georg      | CSP      |                                                               |
| Linder Anton              | SDAP     |                                                               |
| Mittelberger Johann Josef | CSP      |                                                               |
| Nachbaur Hermann          | LB       |                                                               |
| Neyer Bernhard            | CSP      |                                                               |
| Peter Josef               | SDAP     | am 23. Dezember 1930 für Hermann Hermann angelobt             |
| Preiß Fritz               | SDAP     |                                                               |
| Rauscher Franz            | SDAP     |                                                               |
| Redler Ferdinand          | CSP      |                                                               |
| Rudigier Peter            | LB       |                                                               |
| Rüf Josef                 | CSP      |                                                               |
| Rupp Josef                | CSP      |                                                               |
| Schreiber Martin          | CSP      | am 9. Dezember 1930 für Mathias Jenny angelobt                |
| Sieß Wilhelm              | SDAP     |                                                               |
| Stadelmann Fridolin       | CSP      |                                                               |
| Vögel Adolf               | CSP      |                                                               |
| Waibel August             | CSP      |                                                               |
| Walter Karl               | CSP      |                                                               |
| Welte Albert              | CSP      |                                                               |
| Zerlauth Karl             | CSP      |                                                               |
| Zumtobel Anton            | GDVP     | Mandatsverzicht mit Schreiben vom 8. Mai 1932                 |